# سيري سيغلم
سيري سيغلم (بالنرويجية: Siri Seglem‏) مواليد 30 مارس 1983 في النرويج، هي لاعبة كرة يد نرويجية تلعب كظهير. مثلت منتخب النرويج لكرة اليد للسيدات. حققت المركز الثالث في بطولة العالم لكرة اليد للسيدات 2009.

## الميداليات
| الميدالية | المسابقة                            |
| --------- | ----------------------------------- |
| برونزية   | بطولة العالم لكرة اليد للسيدات 2009 |

## روابط خارجية
- سيري سيغلم على موقع الاتحاد الأوروبي لكرة اليد (الإنجليزية)
- سيري سيغلم على موقع الاتحاد النرويجي لكرة اليد (النرويجية)